# Film, Östhammars kommun
Film, även Films kyrkby, är kyrkbyn i Films socken och en småort i Östhammars kommun, Uppsala län. 
Film är beläget uppe på en ås. I Films närhet ligger två fina fågelsjöar, Filmsjön (öster om orten) och Lillbyasjön (norr om orten).

## Namnet
Enligt sägnen så är orten döpt efter en kung Filmer som påstås ha haft sin borg på Filmers kulle i närheten av Filmsjön. Detta är dock en legend utan större sannolikhet. Mer troligt är namnet kopplat till ordet film i betydelsen "tunn hinna" (samma som det moderna ordet). Det kan syfta på tunn genomskinlig is . Film är känt som ett "köldhål", där vinternattens temperaturer ofta är kallare än omgivningens temperaturer. På orten bildas också is tidigare än på omgivande platser.

## Samhället
Orten har kyrka, en samlingslokal och en idrottsplats. Upplandsleden passerar orten. Och en nedstängd skola.

## Idrott
Films SK finns på orten. Sportklubben är aktiv inom handboll och fotboll.

## Personer från orten
Konstnären Carl Eldh föddes i Film.
Karl Kilbom